# Істрорумунська мова
Істрорумунська мова  — східнороманська мова, поширена в кількох селах півострову Істрія, найбільшого півострова в Адріатичному морі, розташованого між Трієстською затокою і бухтою Кварнер, більшість якого належить Хорватії. Також після двох світових воєн носії істро-румунської мови оселились в США, Канаді, Австралії, Аргентині, Німеччині та інших країнах.

## Поширення
Істрорумунська - вимираюча мова. Поширена в хорватських селах Желяни Приморсько-Ґоранська жупанії та в селах Шушневиця та Ланіще  Істрійської жупанії.
Точне число мовців істрорумунської на даний час невідоме, але в будь-якому разі їх кількість не перевищує кілька сотень. У 1971 році їх було близько півтори тисячі, у 1983 році близько 500 осіб. Всі носії істрорумунської, також володіють хорватською (істрійським діалектом), а деякі і італійською, яка досить поширена в Істрії.

## Діалекти
Істрорумунська поділяється на два діалекти - на північному діалекті розмовляють у Желянах, на  південному - у декількох селах на південь від гори Учка - Шушневиця, Нова Вас, Ясеновік, Брдо та Лєтай.
| переклад  | Істрорумунська    | Істрорумунська                |
| переклад  | Південні діалекти | Желянські (північні) діалекти |
| --------- | ----------------- | ----------------------------- |
| небо      | čer               | nebo                          |
| місто     | grad              | četåte                        |
| груша     | per               | hrușva                        |
| ведмідь   | medvid            | urs                           |
| понеділок | ponedili̭âc        | lur                           |
| п'ятниця  | petâc             | virer                         |

## Історія

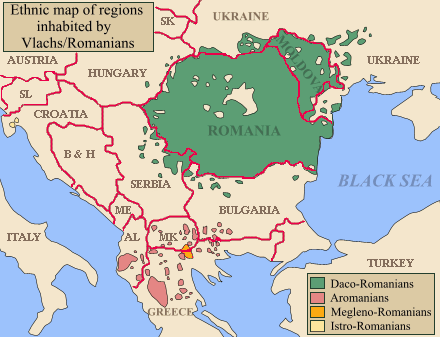
Істрорумунська серед інших східнороманських мов

Історично істрорумуни є нащадками романомовних пастухів (валахи), що кочували в середньовіччі Балканським півостровом. Згідно з письмовими джерелами, вже в XII столітті вони доходили до річки Тальяменто, проте невідомо, наскільки довго вони там затримувалися. Перші відомості про істрорумунів, що живуть в районі Чічарії і острова Крк відносяться до кінця 15 - початку 16 століття. В Желянах істрорумуни оселилися в 1510 році. Епідемії чуми та холери в 15 столітті серйозно прорідили населення Істрії, і Венеційська республіка, якій Істрія на той момент належала, проводила політику, спрямовану на припинення міграційних процесів і збільшення осілості населення.
Аж до XIX століття поширення мови охоплювало більшу частину півострова Істрія, аж до Трієста, а також острови Раб та Крк. На островах істрорумунська мова вимерла в першій половині XIX століття.

## Лінгвістична характеристика
Істрорумунською мовою не видається періодичної та художньої літератури, викладання також не ведеться. Вона функціонує виключно як мова усного спілкування в побуті. Всі тексти істрорумунською мовою є записами усних текстів, зроблені лінгвістами. Для запису використовується румунський алфавіт з додатковими буквами å, ä, ę, ľ, ń, ş и š, використовуваними для позначення звуків, відсутніх в румунській мові. Фольклор на істрорумунській мові існує, але його записи нечисленні.
Незважаючи на приналежність до романських мов, в лексиці істрорумунської мови численні слов'янські запозичення, а багато морфологічних структур будуються за схемами, типовим для слов'янських мов, що викликано тривалим проживанням істрорумунів в хорватському оточенні. Більшість лексики (близько 65 %) має латинське походження. Існує велика кількість запозичень з хорватської мови (cńige «(священна) книга», ócna «вікно»), а також деяка кількість італьянізмів (sémpre «завжди», setimåne «тиждень»)
Наявність значної кількості запозичень з хорватської можна помітити навіть у числівниках:
|      | Кількісні                                                        | Порядкові                                                   |
| ---- | ---------------------------------------------------------------- | ----------------------------------------------------------- |
| 1    | ur (ч. р.), úro (сер. р.) úra (ж. р., півн.), úrę (ж. р., півд.) | p(ă)rvi (ч. р.), p(ă)rvi (сер. р.) p(ă)rva, p(ă)rvę (ж. р.) |
| 2    | dói̯ (ч. р.), do (ж. р.)                                          | dói̯le (ч. р.), dóvo (сер. р.), dóva (ж. р.)                 |
| 3    | trei̯                                                             | trei̯le (ч. р.), treɪ̯o (сер. р.), treɪ̯a (ж. р.)              |
| 4    | pátru                                                            |                                                             |
| 5    | činč, ținț                                                       |                                                             |
| 6    | šåse                                                             |                                                             |
| 7    | šåpte                                                            |                                                             |
| 8    | opt (півн.), os(a)n (півд.)                                      |                                                             |
| 9    | dévet                                                            |                                                             |
| 10   | déset                                                            |                                                             |
| 11   | i̯edănái̯st                                                        |                                                             |
| 12   | dvanái̯st                                                         |                                                             |
| 13   | trinái̯st                                                         |                                                             |
| 20   | dvádeset                                                         |                                                             |
| 21   | dvádeset ši ur                                                   |                                                             |
| 30   | trídeset                                                         |                                                             |
| 40   | cvarnår                                                          |                                                             |
| 50   | pedesét                                                          |                                                             |
| 60   | šéstdeset                                                        |                                                             |
| 70   | sédamdeset                                                       |                                                             |
| 80   | ósamdeset                                                        |                                                             |
| 90   | dévetdeset                                                       |                                                             |
| 100  | sto                                                              |                                                             |
| 200  | dvísto                                                           |                                                             |
| 300  | trísto                                                           |                                                             |
| 1000 | míľe                                                             |                                                             |

## Приклад
| Істрорумунська | Румунська |
| --- | --- |
| Čåče nostru, carle ști ân čer, neca se spunę voli̯a a Tę, cum ân čer, așa și pre pemint. Pâra nostrę såca zi dę nam åstez. Odprostę nam dužan, ca și noi̯ odprostim a lu noștri dužnič. Neca nu ne Tu vezi ân napastovańe, neca ne zbaveșt de zvaca slabę. Amen. | Tatăl nostru care ești în ceruri, facă-se voia Ta, precum în cer, așa și pe pământ. Pâinea noastră cea de toate zilele dă-ne-o nouă astăzi. Și ne iartă nouă păcatele noastre, precum și noi iertăm greșiților noștri. Și nu ne duce pe noi în ispită, ci ne izbăvește de cel rău. Amin. |